# Heeresmunitionsanstalt Hohenbrunn

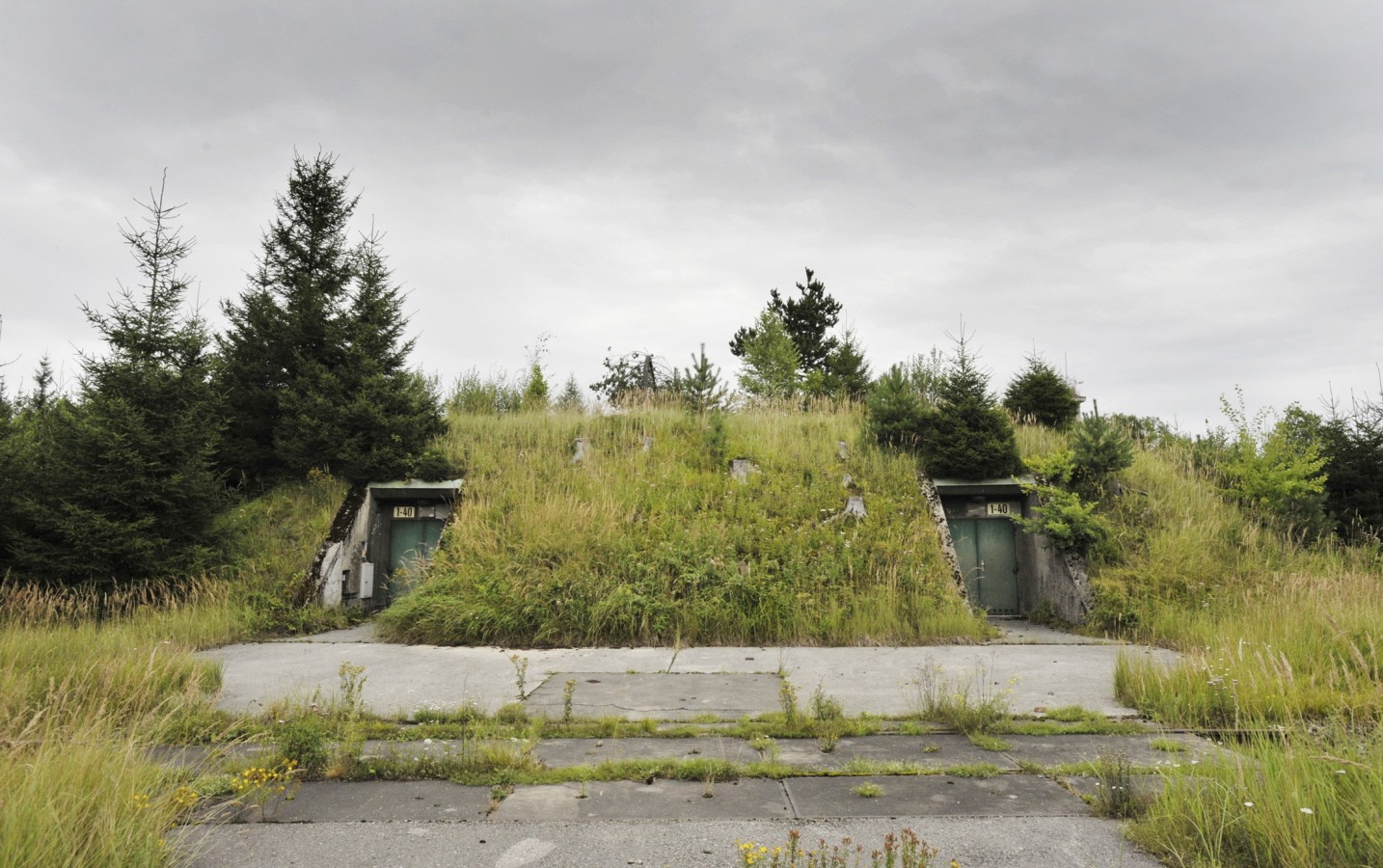
Bunker auf dem MUNA-Gelände

Die Heeresmunitionsanstalt Hohenbrunn (kurz: MUNA) ist eine 180 Hektar große militärische Liegenschaft in den Gemarkungen Hohenbrunn und Höhenkirchen-Siegertsbrunn im südöstlichen Landkreis München.

## Geschichte
1938 wurde von der NS-Reichsregierung das Waldstück auf Hohenbrunner und Höhenkirchen-Siegertsbrunner Grund erworben und dort eine Munitionsanstalt umfassend eine Munitionsfabrik, Bunker, Verwaltungsgebäude und Mannschaftsbaracken errichtet.
Während des Zweiten Weltkrieges waren dort bis zu 4000 Personen beschäftigt. Etwa 700 bis 800 davon waren Kinder- oder Zwangsarbeiter, vornehmlich aus Russland und der Ukraine, aber auch Franzosen, Italiener und Griechen. Sie standen unter Bewachung der Deutschen Arbeitsfront.
Nach dem Zweiten Weltkrieg nutzte zuerst die US-Army und ab 1958 die Bundeswehr das Gelände als Munitionslager. Unter der Bezeichnung Industrie-Siedlung Wächterhof wurde die Anlage erstmals im Jahr 1950 in der amtlichen topographischen Karte 1:25.000 (TK 25) des Bayer. Landesvermessungsamtes dargestellt. Alle Verwaltungsgebäude, Werks- und Lagerhallen, sowie die sich in den östlichen Anlagenbereich ausbreitenden Bunkerketten mit drei zu diesen parallel verlaufenden Eisenbahngleisen wurden exakt kartographiert. In den Gleisanlagen befanden sich insgesamt 8 Weichen, wobei 4 Weichen zu Stichgleisen für Lager- u. Produktionshallen abzweigten. Das letzte Stichgleis am südöstlichen Rand der Anlage verlief noch auf ca. 100 Meter in südwestlicher Richtung parallel zur heutigen M 25 Siegertsbrunn-Forstwirt-Harthausen. Dort liefen auch die beiden südlichen Gleisäste zusammen, so dass die Lokomotiven in ein oder zwei andere, offene Gleise umsetzen konnten. Die Gleisanlagen incl. Abzweig von der Hauptstrecke Bf Mch-Ost – Kreuzstraße am Haltepunkt Wächterhof waren noch bis Anfang der 1990er Jahre vorhanden.
2007 gab die Bundeswehr die Munitionsanstalt auf. Im Jahr 2009 veräußerte die Bundesanstalt für Immobilienaufgaben das heute größtenteils bewaldete Gelände. 98,7 Hektar des ehemaligen Depotbereichs gingen ins Eigentum der Gemeinde Hohenbrunn über, zirka 80 Hektar erwarb die Gemeinde Höhenkirchen-Siegertsbrunn. Von den rund 110 Munitions-Bunkern liegen 23 in der Gemarkung Siegertsbrunn und etwa 80 auf Hohenbrunner Gebiet.
Im Jahr 2011 wurden in einer Kiesgrube auf dem Gelände die Knochen von insgesamt 21 sechs- bis zehnjährigen Kindern ergraben, die laut Polizeiangaben wohl 1943 verstarben. Man vermutet, dass die Gebeine in Erdaushub auf den Kiesabladeplatz angeliefert wurden und aus einem Massengrab stammen.
2015 wurde ein Denkmal zu Ehren der ehemaligen Zwangsarbeiter eingeweiht.